# Manifeste nationaliste révolutionnaire
Le Manifeste nationaliste révolutionnaire est un opuscule d'inspiration néo-fasciste et nationaliste révolutionnaire de François Duprat, membre du bureau politique du Front national, publié en novembre 1976.

## Présentation
Ce manifeste est pensé comme « un programme d’action nationaliste » et segmenté en trois chapitres : « Qu'est-ce que le nationalisme révolutionnaire ? », « Une tentative de type nouveau » et « La préparation de la révolution nationale ».
Le manifeste est publié en même temps que la création des Groupes nationalistes révolutionnaires fondés par Duprat et Alain Renault. Devant la faible perméabilité de l’auditoire ouvrier aux idées nationalistes, Duprat pense qu’il faut se référer à des succès étrangers comme le justicialisme en Argentine ou les Croix fléchées en Hongrie. Dans la version non-censurée du manifeste, les inspirations en matière de tactique révolutionnaire sont puisées dans l'Allemagne nazie et l'Italie fasciste :

« Sans les SA, jamais le NSDAP n’aurait pu prendre le pouvoir, mais sans la « Politische Organisation », les SA n’auraient pas mieux réussi que les corps francs de Kapp et Luttwitz, lors du putsch de mars 1920. Sans les « Squadri d’Azione », le fascisme serait resté rêverie, mais sans le PNF et sa tactique parlementaire, sans les syndicats fascistes et leur encadrement des masses agraires, les squadristi auraient fini comme simples supplétifs au seul service de l’état bourgeois. La coexistence de ces deux forces est donc indispensable à tout processus de type révolutionnaire. »

Duprat propose donc à ses troupes un scénario de prise de pouvoir et expose le sens de leur collaboration avec les « réactionnaires » du Front National. François Duprat définit le nationalisme révolutionnaire de cette façon :

« Le Nationalisme-révolutionnaire envisage la France comme une nation colonisée, qu’il est urgent de décoloniser [...]. Face à cette situation, nous pouvons estimer que les conditions de lutte des Nationalistes-Révolutionnaires sont similaires à celles qui furent le lot des groupes nationalistes du Tiers-Monde […]. Il est évident que cette situation de pays colonisé n’est pas perçue par nos compatriotes ; cette cécité n’est due qu’à l’habileté de nos exploiteurs, qui n’ont de cesse que de prendre le contrôle des Mass-Media, puis, insensiblement, de toute notre culture nationale, dont la réalité même peut désormais être niée »

L'historien Nicolas Lebourg y décèle un hommage à la thèse La France colonie juive d'Henry Coston publié en 1937.

## Postérité
Le Bastion social distribuait à ses militants le manifeste réédité de François Duprat.